# Rachel Nichols
Rachel Emily Nichols (Augusta, 8 gennaio 1980) è un'attrice e modella statunitense.

## Biografia
Di origini franco-canadesi, inglesi, italiane, nordirlandesi, scozzesi e tedesche, figlia di Jim e Alison Nichols, un insegnante e una casalinga, cresce ad Augusta, nel Maine, dove frequenta la Cony High School, gareggiando nel salto in alto. Al secondo anno alla Cony, compie un corso di studi in Francia. Dopo il diploma, si iscrive alla Columbia University di New York per studiare psicologia. In questi anni pratica il trekking, il windsurf e la vela.
Inizia a lavorare come modella per case come Guess?, Abercrombie & Fitch e L'Oréal. Nel febbraio del 2001 posa per la copertina dell'edizione tedesca di Elle, e sempre nello stesso anno compare nel numero dedicato ai costumi da bagno dell'edizione statunitense di Maxim. Nel frattempo, frequenta corsi di recitazione alla Columbia.
Dopo essersi divisa tra gli studi a New York e i set fotografici in Europa, decide di tentare seriamente la carriera di attrice. All'inizio appare in piccoli ruoli in spettacoli e serie televisive, tra cui una parte in un episodio di Sex and the City del 2002, ma in quello stesso anno ottiene il ruolo di Jessica in Scemo & più scemo - Iniziò così..., per il quale lascia l'università a metà del suo ultimo semestre. Cerca comunque di laurearsi in corso, nonostante i suoi impegni nella moda, sostenendo l'ultimo esame pochi giorni prima di partire per Atlanta, dove sarebbe stato girato il film. Anche se la pellicola non è un successo, la Nichols in seguito riesce a ottenere ruoli in film come Amityville Horror  e Il mistero del bosco.
Completa gli studi universitari in psicologia ed economia nel 2003, laureandosi alla Columbia con una doppia specializzazione in matematica ed economia.
Nel 2005 diventa protagonista della serie TV The Inside, nel ruolo dell'agente speciale Rebecca Locke. Lo show ha breve durata, ma nell'autunno dello stesso anno entra nel cast di Alias, dove interpreta Rachel Gibson, un'esperta di computer. Recita nella serie fino alla sua conclusione, nel maggio del 2006.
Accantona momentaneamente la televisione per lavorare a tempo pieno nel cinema; nel 2007 recita al fianco di Josh Hartnett e Samuel L. Jackson in La rivincita del campione  ed è protagonista del film thriller -2 - Livello del terrore, nel ruolo dell'attraente Angela Bridges. Dopo aver partecipato al film La guerra di Charlie Wilson, con Tom Hanks, Julia Roberts e Philip Seymour Hoffman, nel 2009 ottiene una piccola parte nel blockbuster Star Trek  e un ruolo di rilievo in G.I. Joe - La nascita dei Cobra, con Sienna Miller: nel primo interpreta una cadetta orioniana dell'Accademia della Flotta Stellare, mentre nel secondo impersona l'eroina Scarlett, esperta di arti marziali, paracadutismo e tiratrice scelta. Nel 2011 interpreta Tamara nel film d'avventura Conan the Barbarian.
Tra il 2010 e il 2011 prende parte come personaggio principale alla sesta stagione della serie TV Criminal Minds. Dal 2012 al 2015, nel ruolo di Kiera Cameron, è la protagonista della serie di fantascienza canadese Continuum. Negli anni successivi interpreta ruoli ricorrenti in serie come Chicago Fire e L'uomo nell'alto castello, mentre a cavallo dei due decenni prende parte a film come Pandemic, Breach - Incubo nello spazio, quest'ultimo al fianco di Bruce Willis, e il folk-horror celtico Demigod.

## Vita privata
Dal 2009 è volontaria e poi membro del comitato consultivo di Lollipop Theater Network, organizzazione no-profit statunitense dedita a portare film e intrattenimento ai bambini ricoverati negli ospedali per malattie croniche o gravi.

## Filmografia

### Cinema
- Autumn in New York, regia di Joan Chen (2000)
- Scemo & più scemo - Iniziò così... (Dumb and Dumberer: When Harry Met Lloyd), regia di Troy Miller (2003)
- Debating Robert Lee, regia di Dan Polier (2004)
- Amityville Horror (The Amityville Horror), regia di Andrew Douglas (2005)
- Shopgirl, regia di Anand Tucker (2005)
- Mr. Dramatic – cortometraggio (2005)
- Il mistero del bosco (The Woods), regia di Lucky McKee (2006)
- La guerra di Charlie Wilson (Charlie Wilson's War), regia di Mike Nichols (2007)
- La rivincita del campione (Resurrecting the Champ), regia di Rod Lurie (2007)
- -2 - Livello del terrore (P2), regia di Franck Khalfoun (2007)
- 4 amiche e un paio di jeans 2 (The Sisterhood of the Traveling Pants 2), regia di Sanaa Hamri (2008)
- Star Trek, regia di J. J. Abrams (2009) – cameo
- G.I. Joe - La nascita dei Cobra (G.I. Joe: The Rise of Cobra), regia di Stephen Sommers (2009)
- For Sale by Owner, regia di Robert J. Wilson (2009)
- Meskada, regia di Josh Sternfeld (2010)
- A Bird of the Air, regia di Margaret Whitton (2011)
- Conan the Barbarian, regia di Marcus Nispel (2011)
- Alex Cross - La memoria del killer (Alex Cross), regia di Rob Cohen (2012)
- Raze, regia di Josh C. Waller (2013)
- McCanick, regia di Josh C. Waller (2013)
- Tokarev (Rage), regia di Paco Cabezas (2014)
- Pandemic, regia di John Suits (2016)
- Inside, regia di Miguel Ángel Vivas (2016)
- After party, regia di Amos Posner (2018)
- Real. Live. Girl., regia di Bonnie Ryan – cortometraggio (2019)
- Breach - Incubo nello spazio (Breach), regia di John Suits (2020)
- Demigod, regia di Miles Doleac (2021)

### Televisione
- Sex and the City – serie TV, episodio 4x17 (2002)
- The Inside – serie TV, 13 episodi (2005)
- Alias – serie TV, 17 episodi (2005-2006)
- Criminal Minds – serie TV, 13 episodi (2010-2011)
- Continuum – serie TV, 42 episodi (2012-2015)
- Rush – serie TV, 4 episodi (2014)
- Le streghe dell'East End (Witches of East End) – serie TV, episodio 2x04 (2014)
- Chicago Fire – serie TV, 6 episodi (2015)
- The Librarians – serie TV, 4 episodi (2017-2018)
- Taken – serie TV, episodio 2x10 (2018)
- Titans – serie TV, 5 episodi (2018-2019)
- L'uomo nell'alto castello (The Man in the High Castle) – serie TV, 5 episodi (2019)
- Un milione di piccole cose (A Million Little Things) – serie TV, 4 episodi (2021)

### Video musicali
- Bon Jovi - All About Lovin' You, regia di Marc Klasfeld (2003)

## Agenzie
- NEXT Management - Los Angeles, Parigi
- Chic Management

## Doppiatrici italiane
Nelle versioni in italiano delle opere in cui ha recitato, Rachel Nichols è stata doppiata da:
- Federica De Bortoli in Alias, Amityville Horror, Tokarev, Chicago Fire
- Domitilla D'Amico in Conan the Barbarian, G.I. Joe - La nascita dei Cobra, Il mistero del bosco, L'uomo nell'alto castello
- Francesca Fiorentini in Alex Cross - La memoria del killer, -2 Livello del terrore
- Eleonora De Angelis in La guerra di Charlie Wilson, Rush
- Valentina Mari in Scemo & più scemo - Iniziò così...
- Monica Bertolotti in 4 amiche e un paio di jeans 2
- Paola Majano in La rivincita del campione
- Chiara Colizzi in The Inside
- Laura Latini in Criminal Minds
- Perla Liberatori in Star Trek
- Debora Magnaghi in Continuum
- Angela Brusa in The Librarians
- Sabrina Duranti in Titans
- Barbara De Bortoli in Alert - Missing Persons Unit